# Hidroxihidrokinon
A hidroxihidrokinon vagy benzol-1,2,4-triol szerves heterociklikus vegyület, képlete C6H3(OH)3. Fehér színű szilárd anyag, vízben oldódik. Levegővel reakcióba lépve fekete, oldhatatlan vegyületet képez.

## Előállítása
Ipari úton a parakinon ecetsav-anhidriddel történő acetilezésével, majd a triacetát hidrolízisével állítják elő, régebbi módszer szerint  kálium-hidroxid és hidrokinon reagáltatásával is ez a termék nyerhető.
Fruktóz dehidratálásakor a következő reakció megy végbe, miközben hidroxihidrokinon keletkezik:
C6H12O6   →   3 H2O + C6H6O3

## Fordítás
Ez a szócikk részben vagy egészben  a   Hydroxyquinol című angol Wikipédia-szócikk ezen változatának fordításán alapul.  Az eredeti cikk szerkesztőit annak laptörténete sorolja fel. Ez a jelzés csupán a megfogalmazás eredetét és a szerzői jogokat jelzi, nem szolgál a cikkben szereplő információk forrásmegjelöléseként.